# María de Zayas
María de Zayas y Sotomayor , född 1590, död 1661, var en spansk författare. Hon anses vara en pionjär och grundaren av den moderna feministiska litteraturen. Hennes verk var en tid förbjudna av inkvisitionen. 